# Sandra Nurmsalu
Sandra Nurmsalu, född 6 december 1988 i Alavere, är en estnisk sångerska och huvudsångare i bandet Urban Symphony. Hon slutade med bandet sexa i Eurovision Song Contest 2009 med bidraget "Rändajad".
Nurmsalu föddes i staden Alavere i norra Estland. Hon började med musiken vid musikskolan i Kose, där hon lärde sig spela fiol. 2009 vann Nurmsalu som en del av gruppen Urban Symphony den första upplagan av Eesti Laul, Estlands uttagning till Eurovision Song Contest. De vann med låten "Rändajad", och kom att framföra den vid Eurovision i Moskva. I sin semifinal slutade de trea och gick till finalen av tävlingen. I finalen fick gruppen höga poäng och slutade på en sjätte plats. 
I december 2013 meddelades det att Nurmsalu skulle delta i Eesti Laul 2014 med låten "Kui tuuled pöörduvad". Hon tog sig vidare till finalen av Eesti Laul. I finalen, som vanns av Tatjana Mihhailova, slutade Nurmsalu på femte plats.